# Dinopsyllus longifrons
Dinopsyllus longifrons är en loppart som beskrevs av Jordan et Rothschild 1913. Dinopsyllus longifrons ingår i släktet Dinopsyllus och familjen mullvadsloppor. Inga underarter finns listade i Catalogue of Life.